# 有枝蛇鰻
有枝蛇鰻，為輻鰭魚綱鰻鱺目糯鰻亞目蛇鰻科的其中一種，分布於東太平洋區，從尼加拉瓜至智利海域，棲息深度15-277公尺，體長可達85公分，棲息在沙泥底質海域，為底棲性魚類，屬肉食性，可做為食用魚。

## 擴展閱讀
維基物種上的相關：有枝蛇鰻